# TKS Toruń

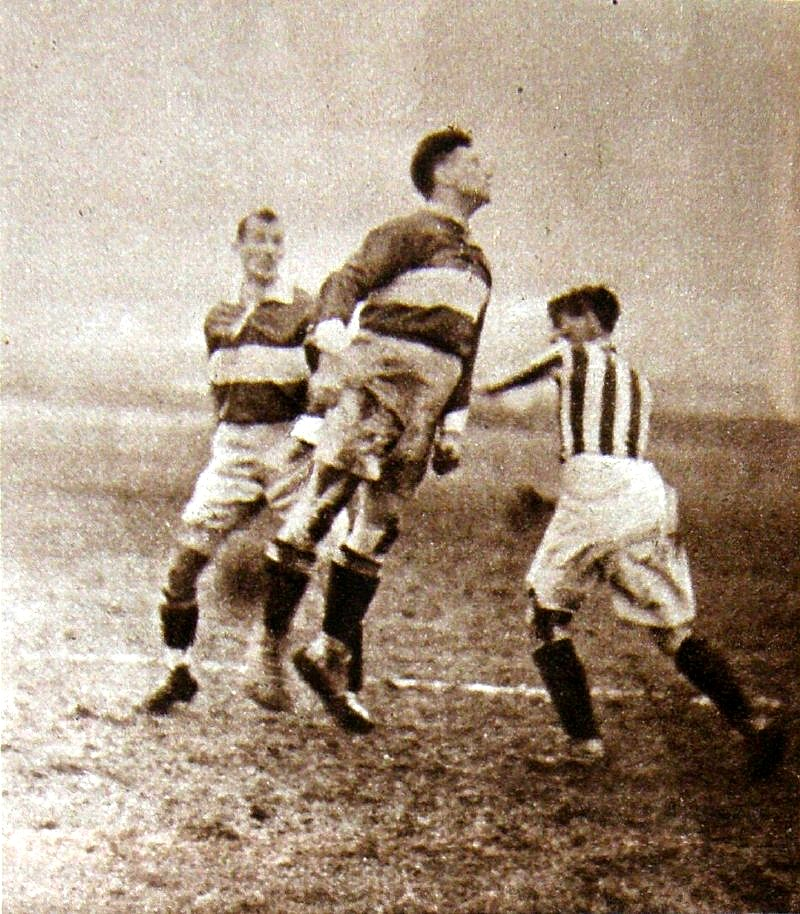
Mecz Cracovia - TKS (1925)

Toruński Klub Sportowy – wielosekcyjny polski klub sportowy funkcjonujący w latach 1922–1931 w Toruniu. Jeden z większych i silniejszych klubów na Pomorzu w dwudziestoleciu międzywojennym. Pozostaje jednym z dwóch toruńskich klubów, jakie grały w najwyższej piłkarskiej klasie rozgrywkowej i jedynym jaki rozegrał w niej więcej niż sezon. Pod koniec 2023 roku zajmował 73. pozycję w tabeli wszech czasów polskiej Ekstraklasy.

## Historia
Klub założono 10 sierpnia 1922 roku, a jego pierwszym przewodniczącym był Lebioda, dyrektor Nadwiślańskiego Banku Rolniczo-Przemysłowego. Klub błyskawicznie się rozrósł i chociaż bazował na piłce nożnej, to szybko powołano do życia nowe sekcje. Stał się jednym z największych klubów na Pomorzu, a ukoronowaniem jego siły było zaproszenie w roku 1927 piłkarzy TKS-u do nowo utworzonej centralnej ligi piłkarskiej.
Drużyna rozegrała w niej dwa niepełne sezony. Koniec 1928 był początkiem poważnych kłopotów klubu: trapiony problemami finansowymi i kontuzjami graczy toczył walkę o utrzymanie. Jednak gdy Wydział Dyscypliny PZPN przyznał walkowery na niekorzyść TKS-u, a na dodatek zignorował pobicie toruńskich zawodników na stadionie Warty w Poznaniu, klub podjął decyzję o wycofaniu z rozgrywek ligowych. Próbowano powrócić do ligi przez kolejne dwa lata, ale przegrane eliminacje w 1930, w połączeniu z coraz większymi trudnościami finansowymi spowodowały upadek klubu. Nieodpowiadające ambicjom działaczy wyniki piłkarzy doprowadziły w klubie do wewnętrznego rozłamu, w wyniku którego zlikwidowano niemal wszystkie sekcje sportowe, spośród których kilka uratowano, przenosząc je do innych klubów (piłkarzy i pływaków przejął WKS Gryf – chociaż większość najlepszych piłkarzy poprosiła o przyjęcie do Polonii Warszawa, zaś tenisiści utworzyli Toruński Klub Lawn-Tenisowy). W TKS-ie pozostała jedynie sekcja hokejowa, ale i dla niej sezon 1930/31 był ostatnim. W grudniu 1931 hokeiści zadecydowali o likwidacji klubu, powołując jednocześnie Toruński Klub Sportów Zimowych.

### TKS 29 Toruń
Jednocześnie  od dwóch lat funkcjonował w Toruniu podmiot o nazwie TKS 29 Toruń – ów nowy twór koncentrował się wyłącznie na piłce nożnej i od sezonu 1929 kontynuował grę w lidze (Klasie A) przynależnej staremu TKS-owi. Jednak gdy w 1930 roku nie udało się powrócić do I ligi, drużynę rozwiązano i ograniczono się do piłki juniorskiej. Drużyna piłkarska natychmiast spadła do Klasy B. Co prawda po dwóch latach udało jej się powrócić do Klasy A (a później nawet dwukrotnie zająć w niej drugie miejsce) ale TKS już zawsze pozostawał w cieniu Gryfa. Ostatecznie w sezonie 1937/1938 piłkarze TKS-u zostali wchłonięci przez nowy klub – Pomorzanina Toruń, od trzech lat grający w Klasie C – który tym samym skorzystał z miejsca TKS-u w Klasie A i rozpoczął nową kartę w historii toruńskiej piłki.

## Rozgrywki piłkarskie

### Początki (do 1925)
Sekcja piłkarska była pierwszą powołaną do życia w nowo powstałym TKS-ie. Tworzyli ją byli piłkarze Sokoła Toruń i Czarnych Toruń. Klub był jednym z jedenastu członków założycielskich Toruńskiego Okręgowego Związku Piłki Nożnej, który w styczniu 1923 roku wyodrębnił się z Poznańskiego OZPN celem przeprowadzenia rozgrywek na Pomorzu.
Po przystąpieniu do zmagań, już w swoim pierwszym sezonie klub wygrał Klasę A, notując przy tym komplet zwycięstw. Pomimo tego TKS nie wziął udziału w rozgrywkach o Mistrzostwo Polski 1923 – nie jest jasne, czy Toruński OZPN nie zgłosił do nich swojego triumfatora, czy też krajowa federacja nie dopuściła do rozgrywek reprezentanta nowo powołanego Okręgowego Związku. Gdy TKS ponownie wygrał rozgrywki Klasy A w roku 1924 (i ponownie z kompletem zwycięstw), przez co zyskał prawo gry w Mistrzostwach Polski 1924, okazało się, że zostały one przełożone ze względu na przygotowania do Igrzysk VIII Olimpiady w Paryżu.

### W Mistrzostwach Polski (1925–1926)
Mistrzostwa te odbyły się ostatecznie w roku 1925 (pauzowała za to Klasa A) i TKS był w nich bardzo bliski awansu do czołowej trójki: co prawda w pierwszym meczu przegrał w Poznaniu z Wartą 2:4, ale następnie dwukrotnie pokonał warszawską Polonię (3:1 w Warszawie i 2:0 w Toruniu). Ponieważ w międzyczasie Warta raz wygrała a raz przegrała z Polonią, to w ostatnim meczu w Toruniu TKS-owi wystarczyło zremisować z drużyną poznańską. Warta uzyskała prowadzenie w 18. minucie, jednak później torunianie byli stroną wyraźnie przeważającą. W drugiej połowie gra toczyła się wyłącznie na połowie Warty, efektem czego były strzały w słupek i poprzeczkę. Wreszcie w 65. minucie TKS nie wykorzystał rzutu karnego, a dwie minuty później Warta wyprowadziła kontrę. Wynik 2:0 dla Warty dał jej zwycięstwo w grupie eliminacyjnej i awans do ścisłego finału (gdzie zdobyła wicemistrzostwo kraju). TKS-owi pozostało drugie miejsce w finałowej grupie eliminacyjnej i 4. miejsce w kraju (ex aequo z Łódzkim KS oraz Pogonią Wilno).
Sukces ten powtórzyli torunianie w roku następnym. Zdecydowanie wygrali Klasę A (znowu bez remisu i bez porażki), a w rundzie finałowej dwukrotnie rozgromili drużynę 1 Pułku Piechoty Legionów z Wilna (7:2 w Wilnie i 6:0 w Toruniu). Drugim rywalem w finałach była, jak przed rokiem, Polonia Warszawa, z którą TKS najpierw przegrał 2:3, by w Toruniu wygrać 4:2. Dawałoby to awans do ścisłego finału, gdyby nie weryfikacja zwycięskiego meczu jako walkower dla Polonii. Okazało się, że powołany do służby wojskowej w 63 Pułku Piechoty piłkarz ŁTSG Łódź Henryk Herbstreit, nie zdążył zostać zgłoszony jako piłkarz TKS, a mimo tego wystąpił w meczu. Ostatecznie TKS znowu zajął w finałowej grupie eliminacyjnej 2. miejsce, co dało 4. miejsce w kraju (tym razem ex aequo z Klubem Turystów Łódź oraz Cracovią).

### W lidze centralnej: 1927
Powołana pod koniec roku 1926 liga była tworem elitarnym, nie było do niej eliminacji, powstawała zresztą poza strukturami PZPN. Zaproszenie TKS-u do ligi było więc wyrazem uznania dla jego dokonań – z drugiej strony nie powinno to dziwić, skoro dwa wcześniejsze sezony klub zakończył jako drużyna z miejsc 4.–6. w kraju. Przed sezonem klub dokonał wzmocnień: co prawda służbowo z miasta musiał wyjechać solidny M. Walewski, ale z lokalnych klubów pozyskano bramkarzy F. Zdrojewskiego (Bałtyk Toruń) i A. Lewandowskiego (Sokół Toruń) oraz obrońcę bądź pomocnika P. Wierzchowskiego (Zuch Toruń). Największym wzmocnieniem był jednak Henryk Herbstreit, którego udało się w końcu zatwierdzić do gry w TKS-ie. Niemniej w sierpniu 1928, kiedy skończył służbę wojskową, Herbstreit wrócił do Łodzi, przez co w ostatnich ośmiu meczach już nie zagrał – nie przeszkodziło mu to zostać najlepszym strzelcem drużyny z 15 golami w 17 meczach. Ponadto klub wzmocnił Roman Dabert (Warta Poznań, zagrał środku sezonu, między majem a wrześniem).
Na półmetku rozrywek klub zajmował piąte miejsce w tabeli, tracąc jeden punkt do miejsc trzeciego i czwartego (ale mając też jeden punkt przewagi nad miejscami szóstym i siódmym). Runda rewanżowa była jednak w wykonaniu torunian fatalna (zdobyli dziewięć punktów, wobec 15 w pierwszej turze; mistrzowska Wisła Kraków zdobyła odpowiednio 21 i 19 punktów). Łącznie pozwoliło to na zajęcie 10. miejsca w gronie 14 drużyn. Występ TKS-u w sezonie najlepiej podsumuje ocena z magazynu Stadjon: „Toruński Klub Sportowy grał bardzo nierówno. Obok zwycięstw nad Wartą, Pogonią i Polonią rekordowe porażki. Przypisać to należy zmianom składu. TKS nie ma zdecydowanego stylu. Ongiś TKS pod względem kombinacji nie ustępował Warcie, obecnie jest już znaczna różnica. Najlepszymi siłami TKS byli Gumowski Paweł, Cieszyński, Herbstreit, Stogowski”.
Wszystkie mecze w Toruniu klub rozegrał na nieistniejącym już Stadionie Wojskowym (technicznie rzecz biorąc nie istniał od wczesnych lat powojennych, gdy został przebudowany na stadion żużlowy).
| data | wynik                 | data       | wynik |            |      |
| 1. | Wisła Kraków          | 19.06.1927 | 2:7   | 11.09.1927 | 0:15 |
| 2. | 1. FC Katowice        | 3.07.1927  | 1:3   | 15.08.1927 | 2:5  |
| 3. | Warta Poznań          | 10.07.1927 | 6:3   | 2.10.1927  | 2:4  |
| 4. | Pogoń Lwów            | 26.05.1927 | 3:5   | 31.07.1927 | 1:8  |
| 5. | Legia Warszawa        | 24.04.1927 | 2:2   | 28.08.1927 | 1:6  |
| 6. | Klub Turystów Łódź    | 15.05.1927 | 2:1   | 21.08.1927 | 0:2  |
| 7. | ŁKS Łódź              | 21.07.1927 | 1:0   | 18.04.1927 | 1:4  |
| 8. | Polonia Warszawa      | 3.04.1927  | 4:3   | 25.09.1927 | 5:2  |
| 9. | Czarni Lwów           | 4.09.1927  | 0:1   | 17.07.1927 | 4:0  |
| 11. | Ruch Wielkie Hajduki  | 8.05.1927  | 0:4   | 14.08.1927 | 0:0  |
| 12. | Hasmonea Lwów         | 1.11.1927  | 0:2   | 22.05.1927 | 5:2  |
| 13. | Warszawianka Warszawa | 10.04.1927 | 4:2   | 30.10.1927 | 2:0  |
| 14. | Jutrzenka Kraków      | 9.10.1927  | 4:3   | 1.05.1927  | 4:2  |
| Źródło: Piotr Chomicki, Leszek Śledziona, Edwin Kowszewicz, Piłka nożna na polskim Pomorzu 1920–1939. Brak numerów stron w książce |                       |            |       |            |      |

1. ↑  TKS grał cały mecz dziesięcioma zawodnikami: sześcioma seniorami i czterema juniorami[7]. Jest to do dzisiaj rekordowe zwycięstwo (porażka) polskiej ligi.

### W lidze centralnej: 1928
Dziesiąte miejsce nie zaspokoiło ambicji działaczy i kibiców, więc chociaż klub nie należał do stabilnych finansowo, to wzmocnił się przed nowym sezonem. Z Polonii bydgoskiej przyszedł napastnik B.Obremski a z Polonii warszawskiej bramkarz Antoni Keller. Niestety w czasie przedsezonowych sparingów kontuzji doznał podstawowy pomocnik Alfons Skierski – złamana noga nie tylko wykluczyła go z całego sezonu, ale wręcz zmusiła do zakończenia kariery.
Jak wynika z apelu opublikowanego w lokalnej prasie, koszt zorganizowania meczu w Toruniu wynosił ówcześnie około 1200 złotych, a zysk dla klubu wynosił około 800–900 złotych. Przypomnieć też trzeba, że w owym czasie kluby nie dostawały grantów z budżetów miast ani od sponsorów, utrzymywały się wyłącznie ze składek członków, a w tym samym apelu wskazano, że klub liczył około kilkuset członków, co w 50-tysięcznym mieście było niewystarczające. 
W związku z tym pierwszą rundę klub miał zdecydowanie słabszą niż w poprzednim sezonie – zdobył dziewięć punktów w 14 meczach i zajmował 13. miejsce w tabeli. Tyle samo punktów miała 14. drużyna, a do miejsca 12. dającego utrzymanie brakowało jednego punktu. Pierwsze mecze rundy rewanżowej to nie tylko porażki, ale i utrata kolejnych zawodników – min. bramkarza Kellera, który złamał nogę. Decydującym meczem okazał się mecz w Poznaniu z Wartą. Poznaniacy byli wiceliderem tabeli, ale do przerwy przegrywali 0:2, a wyrównać udało się im dopiero w 87. minucie z rzutu karnego. Jak wynika z relacji w prasie torunianie zastosowali „murowanie bramki” i grali bardzo ostro nad czym nie potrafił zapanować sędzia. Zdaniem torunian po meczu gracze gości zostali przez poznańskich kibiców pobici i musieli chronić się w szatni, skąd nie mogli wyjść przez przeszło godzinę, aż zdecydowali się pojedynczo uciekać ze stadionu bocznymi ścieżkami. Z kolei strona poznańska twierdziła, że co prawda kibice wtargnęli na boisko, ale do niczego nie doszło – z tym, że raz twierdzono, że interweniowała policja a raz, że działacze Warty. W pozostałych relacjach o incydentach z kibicami w ogóle nie wspomniano.
Grający rezerwami TKS przegrał kolejne dwa mecze (z ŁKS-em i Legią), dwa inne odwołał (z Cracovią i Czarnymi) bo nie mógł wysłać na nie pełnej jedenastki. Wtedy zamiast informacji o walkowerze za mecz z Wartą (lub chociaż karach – torunianie domagali się zamknięcia stadionu Warty), przyszły do Torunia informacje o odrzuceniu protestu TKS-u i o walkowerach przeciwko torunianom. Wydział Dyscypliny PZPN uznał, że wyrzucony z boiska Jan Suchocki w meczu z Warszawianką, pomimo pauzy w kolejnym meczu z ŁKS-em, nie mógł zagrać ze Śląskiem i Turystami. W tym momencie TKS, pomimo zdobycia punktu w rundzie rewanżowej, miał ich na koncie mniej niż po pierwszej rundzie. Działacze TKS w proteście przeciwko nieuczciwemu traktowaniu wycofali zespół z rozgrywek. Wszystkie pozostałe mecze zostały zweryfikowane jako walkowery dla rywali. Tym samym TKS zajął ostatnie 15. miejsce w tabeli i spadł z ligi.
Wszystkie domowe mecze tego sezonu klub rozegrał na nieistniejącym już Stadionie Miejskim przy ul. Sportowej.
| data | wynik                 | data       | wynik   |            |         |
| 1. | Wisła Kraków          | 15.04.1928 | 2:7     | 5.08.1928  | 0:9     |
| 2. | Warta Poznań          | 29.04.1928 | 2:2     | 19.08.1928 | 2:2     |
| 3. | Legia Warszawa        | 16.09.1928 | 2:5     | 20.05.1928 | 2:1     |
| 4. | Cracovia              | 1.04.1928  | 2:3     | 26.08.1928 | 0:3 wo. |
| 5. | 1. FC Katowice        | 29.07.1928 | 3:4     | 3.05.1928  | 3:5     |
| 6. | Pogoń Lwów            | 7.06.1928  | 3:4     |            | 0:3 wo. |
| 7. | Polonia Warszawa      | 25.03.1928 | 1:4     |            | 0:3 wo. |
| 8. | Czarni Lwów           |            | 0:3 wo. | 22.07.1928 | 0:2     |
| 9. | Klub Turystów Łódź    | 15.07.1928 | 2:0     |            | 0:3 wo. |
| 10. | Warszawianka Warszawa | 17.06.1928 | 2:5     |            | 0:3 wo. |
| 11. | ŁKS Łódź              | 1.07.1928  | 2:0     | 2.09.1928  | 0:6     |
| 12. | Ruch Wielkie Hajduki  |            | 0:3 wo. | 3.06.1928  | 1:2     |
| 13. | Hasmonea Lwów         |            | 0:3 wo. | 13.05.1928 | 1:5     |
| 14. | Śląsk Świętochłowice  | 8.07.1928  | 7:0     |            | 0:3 wo. |
| Źródło: Piotr Chomicki, Leszek Śledziona, Edwin Kowszewicz, Piłka nożna na polskim Pomorzu 1920–1939. Brak numerów stron w książce |                       |            |         |            |         |

1. 1 2  TKS nie pojechał na mecz ze względu na brak kadry.
2. 1 2 3 4 5 6 7  Walkower po wycofaniu klubu z rozgrywek
3. 1 2  Wynik zweryfikowany jako walkower 0:3

### TKS 29 (od 1929)
Wycofanie drużyny piłkarskiej z ligi i to w atmosferze skandalu, w połączeniu z katastrofalną sytuacją finansową klubu nieomal zaowocowało jego upadkiem. Sekcje hokejowa i tenisowa chciały wyodrębnić się z TKS i utworzyć nowy klub. Jednakże na walnym zebraniu TKS w dniu 25 marca 1929 podjęto decyzję o likwidacji sekcji piłki nożnej. Piłkarze utworzyli nowy klub, który ze starym nie miał nic wspólnego. Nowy klub nazwano TKS 29 Toruń a jego piłkarze zajęli miejsce TKS-u w Klasie A.
Gdy jednak w 1930 roku nie udało się powrócić do I ligi, klub postanowiono zlikwidować. Piłkarze zostali oddani do Gryfa Toruń (chociaż większość najlepszych piłkarzy poprosiła o przyjęcie do Polonii Warszawa). Drużyna piłkarska pozbawiona zaplecza natychmiast spadła do Klasy B. Co prawda po dwóch latach udało jej się powrócić do Klasy A (a potem nawet dwukrotnie zająć w niej drugie miejsce) ale TKS już zawsze pozostawał w cieniu Gryfa. Ostatecznie 24 listopada 1937 na nadzwyczajnym wlanym zebraniu postanowiono przystąpić do Pomorzanina Toruń. W efekcie od wiosny 1938 w Klasie A w miejsce TKS 29 grał KPW Pomorzanin.

### Podsumowanie wszystkich sezonów (1923–1938)
| Sezon | Liga | Liga                                       | Miejsce | Mecze | Punkty   | Z    | R    | P    | Bramki    | Uwagi                                                                        |
| --- | ---- | ------------------------------------------ | ------- | ----- | -------- | ---- | ---- | ---- | --------- | ---------------------------------------------------------------------------- |
| 1923 | II   | Klasa A (Toruński OZPN)                    | 1/4     | 6     | 12:0     | 6    | 0    | 0    | 38–4      | Najwyżej notowany klub z Pomorza.                                            |
| 1924 | II   | Klasa A (Toruński OZPN)                    | 1/5     | 8     | 16:0     | 8    | 0    | 0    | 53–6      | Najwyżej notowany klub z Pomorza.                                            |
| 1925 | MP   | Klasa A (Toruński OZPN) Mistrzostwa Polski | — 2/3   | — 4   | — 4:4    | — 2  | — 0  | — 2  | — 7–7     | Najwyżej notowany klub z Pomorza.                                            |
| 1926 | MP   | Klasa A (Toruński OZPN) Mistrzostwa Polski | 1/5 2/3 | 10 4  | 20:0 4:4 | 10 2 | 0    | 0 2  | 60–7 15–8 | Najwyżej notowany klub z Pomorza.                                            |
| 1927 | I    | Liga                                       | 10/14   | 26    | 24:28    | 10   | 4    | 12   | 56–86     | Najwyżej notowany klub z Pomorza.                                            |
| 1928 | I    | Liga                                       | 15/15   | 28    | 6:50     | 2    | 2    | 24   | 28–99     | Wycofał się 8 kolejek przed końcem sezonu. Najwyżej notowany klub z Pomorza. |
| 1929 | II   | Klasa A (Pomorski OZPN)                    | 5/5     | 8     | 4:12     | b.d. | b.d. | b.d. | 10–20     | Odtąd klub grał pod nazwą TKS 1929. Brak spadku wskutek powiększenia ligi.   |
| 1930 | II   | Klasa A (Pomorski OZPN)                    | 1/6     | 10    | 17:3     | b.d. | b.d. | b.d. | 40–9      | Przegrane eliminacje o awans do Ligi. Najwyżej notowany klub z Pomorza.      |
| 1931 | II   | Klasa A (Pomorski OZPN)                    | 6/6     | 10    | 4:16     | b.d. | b.d. | b.d. | 8-23      |                                                                              |
| 1932 | III  | Klasa B (Pomorski OZPN; gr. I)             | 5/6     | 9     | 6:12     | b.d. | b.d. | b.d. | 13–25     |                                                                              |
| 1933 | III  | Klasa B (Pomorski OZPN; gr. I)             | 1/4     | 6     | 10:2     | b.d. | b.d. | b.d. | 26–5      | Awans po barażach                                                            |
| 1934 | II   | Klasa A (Pomorski OZPN)                    | 5/7     | 12    | 11:13    | b.d. | b.d. | b.d. | 21–29     |                                                                              |
| 1935 | II   | Klasa A (Pomorski OZPN)                    | 2/7     | 12    | 17:7     | b.d. | b.d. | b.d. | 30–20     | Najwyżej notowany klub z Torunia.                                            |
| 1936 | II   | Klasa A (Pomorski OZPN)                    | 6/8     | 14    | 11:17    | b.d. | b.d. | b.d. | 26–26     |                                                                              |
| 1936/1937 | II   | Klasa A (Pomorski OZPN)                    | 2/8     | 14    | 18:10    | b.d. | b.d. | b.d. | 31–21     |                                                                              |
| 1937/1938 | II   | Klasa A (Pomorski OZPN)                    | 5/8     | 14    | 15:13    | b.d. | b.d. | b.d. | 34–37     | W trakcie sezonu TKS został przejęty przez Pomorzanina Toruń.                |
| Źródło: Piotr Chomicki, Leszek Śledziona, Edwin Kowszewicz, Piłka nożna na polskim Pomorzu 1920–1939. Brak numerów stron w książce |      |                                            |         |       |          |      |      |      |           |                                                                              |

1. 1 2 3 4  Bilans uwzględnia walkower 0:3 za wygrany na boisku mecz z Polonią Warszawa 4:2.
2. 1 2 3 4 5 6  Bilans uwzględnia: 7 walkowerów po wycofaniu się z rozgrywek, 2 wo z powodu niestawienia się na mecz i 2 wo zweryfikowane za udział nieuprawnionego zawodnika. Bez walkowerów bilans wyglądałby następująco: 19 meczów, punkty 10:28, 4–2–13 i bramki 37–66
3. ↑  TKS – WKS Łódź 3:1, Legia Poznań – TKS 5:2, TKS – Skra Warszawa 5:3, WKS Łódź – TKS 3:0, TKS – Legia Poznań 2:4, Skra Warszawa – TKS 3:0 wo.
4. ↑  Wygrał i przegrał z Unią Tczew oraz wygrał i zremisował z Gwiazdą Bydgoszcz. W dodatkowym meczu pokonał Unię Tczew.

## Pływanie

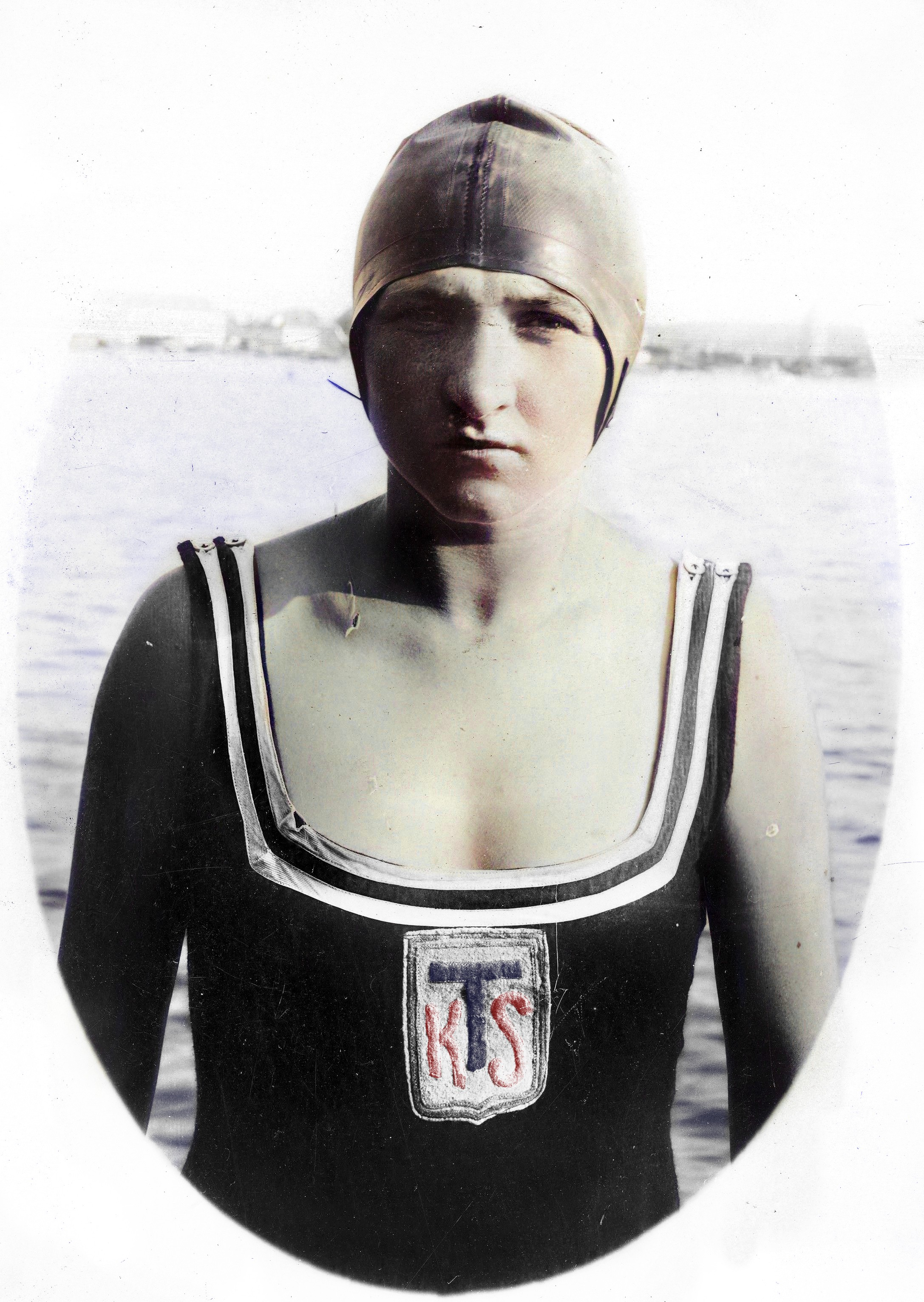
Gertruda Skowrońska

Do organizowania sekcji pływackiej klub przystąpił w czerwcu 1923 roku. Pierwszym kierownikiem sekcji został „wybitny sportowiec i pływak” Roman Siudzik. Jeszcze w tym oku planowano wyjazd na igrzyska pływackie do Warszawy. Ponadto zarząd klubu poczynił starania celem uzyskania pływalni „odpowiadającej wszelkim wymogom”.
Sekcja zyskała ogólnopolską sławę kilka lat później. Dnia 15 lipca 1928 r. 21-letnia Gertruda Skowrońska jako pierwszą Polka, pokonała wpław trasę Gdynia – Hel. Wystartowała z przystani Żeglugi Polskiej w Gdyni o godzinie 7.03, a na brzegu Helu stanęła o godzinie 19.45. Pływaczce towarzyszyły dwie łodzie: w jednej znajdowali się ojciec i siostra a w drugiej komisja sędziowska składająca się z dwóch urzędników Urzędu Marynarki Handlowej oraz lekarz. W trakcie przeprawy posilała się kilkakrotnie podawanymi jej pokarmami: bułką obłożoną gorzką czekoladą, rosołem, kawą, herbatą i wodą sodową. Ostatni posiłek spożyła na kilka kilometrów przed Helem przezornie nie korzystając nawet z dozwolonego regulaminem trzymania się przez jedną minutę jedną ręką łodzi. Trasa licząca w linii prostej 22 kilometry, z powodu prądu znoszącego pływaczkę w kierunku otwartego morza, wydłużyła się do 28 kilometrów. Na helskim brzegu oklaskami witały ją rzesze publiczności, a następnie rekordzistkę zaproszono na cumujący w helskim porcie statek Żeglugi Polskiej „Gdańsk”.
Inna z zawodniczek klubu, Kazimiera Lisińska, przy tej samej okazji została bohaterką skandalu – rozpuszczała w kręgach sportowych i towarzyskich Torunia plotki, że Skowrońska nie przepłynęła z Gdyni do Helu samodzielnie, a została przeciągnięta na linie. Ojciec rekordzistki skierował przeciw Lisińskiej sprawę do sądu, który po przesłuchaniu świadków wydał wyrok skazujący ją na karę grzywny w wysokości 200 złotych.

## Sekcja sportów zimowych

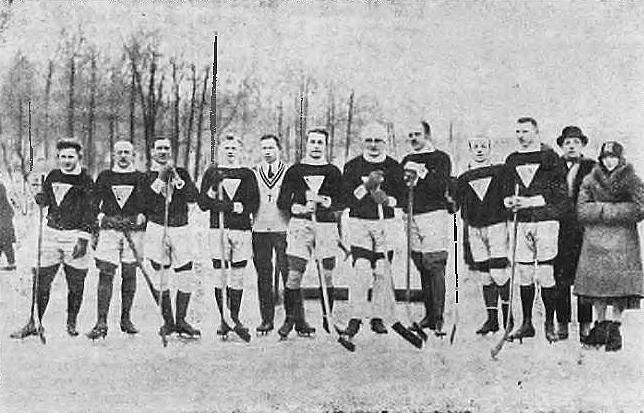
Drużyna TKS Toruń na początku 1926

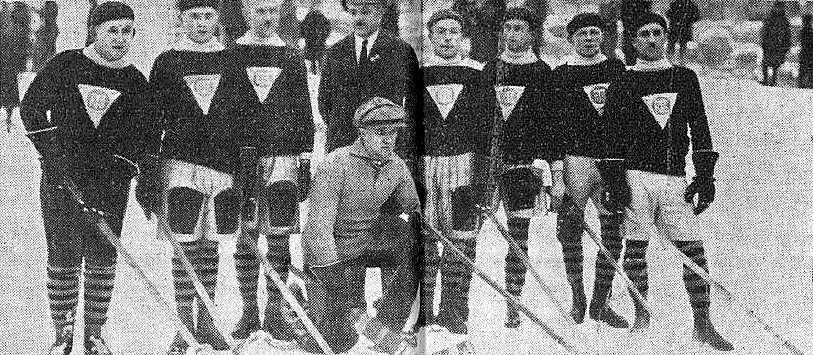
Drużyna TKS Toruń na początku 1928

Sekcja sportów zimowych została utworzona w styczniu 1924 roku. Początkowo obejmowała oddziały: łyżwiarski, saneczkowy i narciarski.
Pod koniec 1924 zaczęto organizować drużynę hokejową, ale ze względu na wyjątkowo niesprzyjające warunki pogodowe pierwsze zawody odbyły się dopiero w grudniu 1925. Dwie wewnątrzklubowe drużyny rozegrały 6 grudnia treningowo-pokazowe spotkanie, które uchodzi za pierwszy oficjalny mecz hokeja na lodzie w Toruniu.
W kolejnych latach TKS kilkakrotnie był mistrzem regionu, a w 1927 awansował po raz pierwszy do centralnych Mistrzostw Polski (drużyna zdążyła tylko przegrać mecz z AZS Warszawa 0:10 po czym została wykluczona za przybycie na turniej dzień po jego rozpoczęciu). W kolejnym roku toruńscy hokeiści stanęli na najniższym stopniu podium, a potem jeszcze trzykrotnie grali w turniejach finałowych MP:
- 1929 - 4 miejsce na 6 drużyn
- 1930 - 5 na 8
- 1931 - 8 na 8

Sekcja hokejowa była najdłużej działającą sekcją klubu, została rozwiązana pod koniec 1931 i dała początek Toruńskiemu Klubowi Sportów Zimowych.

## Lekka atletyka

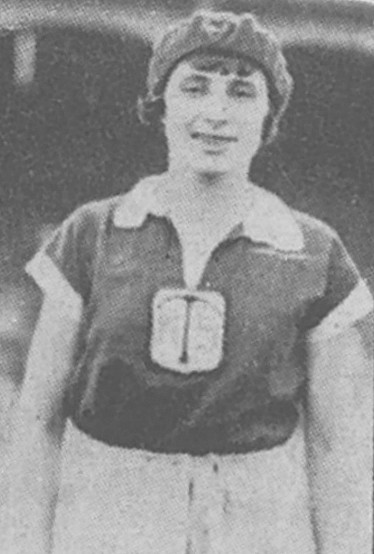
Helena Gędziorowska w barwach TKS (1927)

### Mistrzostwa Polski
Jako zawodniczka TKS-u Helena Gędziorowska była dwukrotną mistrzynią Polski: w biegu na 60 m. (1927) i w biegu na 100 m. (1927). Od 1929 roku reprezentowała Cracovię dla której odnosiła kolejne sukcesy.

### Rekordy Polski
Podczas dwuletnich startów w barwach TKS-u Helena Gędziorowska była rekordzistką Polski w biegu na 60 m. od 5 czerwca 1927 do 6 maja 1928. Wynik 6,2 sek. uzyskiwała w tym okresie aż czterokrotnie (tzn. za pierwszym razem rekord pobiła, potem trzykrotnie go wyrównywała).
Ta sama sprinterka posiadała rekord Polski na 100 m. - 13,4 sek. między 6 czerwca a 10 września 1927. Następnie dwukrotnie wyrównywała nowy rekord 13,2 sek.
Wyrównała także rekord Polski na 80 m. - 10,8 sek. uzyskała 19 września 1926.

### Inne
W sezonie 1926 Helena Gędziorowska osiągnęła najlepszy wynik w kraju na 60 m, a na 500 m miała trzeci wynik w Polsce. Była także w czołówce klasyfikacji w skoku w dal (7 wynik). W kolejnym sezonie nadal dominowała na 60 m, na 100 m miała najlepszy wynik ex aequo z inną zawodniczką, a na 200 m miała trzeci wynik w kraju. Do tego siódmy wynik w skoku w dal i ósmy w pięcioboju. W sezonie 1928 osiągała już tylko trzecie najlepsze wyniki w Polsce na 60 m, 80 m, 100 m i 200 m. W skoku w dal miała dziewiąty najlepszy wynik

Sztafeta sprinterek 4x60 m w sezonie 1927 miała drugi wynik w kraju (34,6 sek.) a sztafeta 4x75 m (Helena Korzeniowska, Rączka, Ostrowska, Helena Gędziorowska) siódmy wynik.
Ostrowska w sezonie 1928 miała dziesiąty wynik w Polsce w biegu na 80 m.
Helena Korzeniowska w sezonie 1928 osiągnęła szósty wynik w kraju w rzucie oszczepem 600-gramowym i piąty wynik w rzucie takim oszczepem oburącz (tzn. raz lewą a raz prawą ręką, wyniki sumowano).